# Juegos Panafricanos de 1991
Los V Juegos Panafricanos se celebraron en El Cairo, Egipto, del 20 de septiembre al 1 de octubre de 1991, bajo la denominación El Cairo 1991.
Participaron un total de xxx deportistas representantes de 43 países africanos. El total de competiciones fue de 209 repartidas en 18 deportes.

## Medallero
| Núm. | País                     | Oro | Plata | Bronce | Total |
| ---- | ------------------------ | --- | ----- | ------ | ----- |
| 1    | Egipto                   | 90  | 53    | 52     | 195   |
| 2    | Nigeria                  | 43  | 51    | 43     | 137   |
| 3    | Argelia                  | 29  | 37    | 36     | 102   |
| 4    | Kenia                    | 13  | 17    | 18     | 48    |
| 5    | Zimbabue                 | 8   | 3     | 13     | 24    |
| 6    | Túnez                    | 6   | 4     | 10     | 20    |
| 7    | Costa de Marfil          | 4   | 5     | 3      | 12    |
| 8    | Etiopía                  | 4   | 3     | 5      | 12    |
| 9    | Namibia                  | 4   | 2     | 6      | 12    |
| 10   | Senegal                  | 3   | 4     | 11     | 18    |
| 11   | Ghana                    | 2   | 4     | 6      | 12    |
| 12   | Angola                   | 2   | 3     | 5      | 10    |
| 13   | Mozambique               | 2   | 0     | 0      | 2     |
| 14   | Mauricio                 | 1   | 5     | 6      | 12    |
| 15   | Camerún                  | 1   | 4     | 10     | 15    |
| 16   | Tanzania                 | 1   | 3     | 1      | 5     |
| 17   | Uganda                   | 1   | 1     | 2      | 4     |
| 18   | Gabón                    | 1   | 0     | 3      | 4     |
| 18   | Zambia                   | 1   | 0     | 3      | 4     |
| 20   | Lesoto                   | 0   | 3     | 3      | 6     |
| 21   | Madagascar               | 0   | 2     | 9      | 11    |
| 22   | Libia                    | 0   | 1     | 5      | 6     |
| 23   | Seychelles               | 0   | 1     | 2      | 3     |
| 24   | República Centroafricana | 0   | 1     | 0      | 1     |
| 24   | Sierra Leona             | 0   | 1     | 0      | 1     |
| 26   | Burkina Faso             | 0   | 0     | 2      | 2     |
| 26   | Zaire                    | 0   | 0     | 2      | 2     |
| 28   | Suazilandia              | 0   | 0     | 1      | 1     |
| 28   | Botsuana                 | 0   | 0     | 1      | 1     |
| 28   | República del Congo      | 0   | 0     | 1      | 1     |
| TOT  |                          | 213 | 205   | 253    | 671   |

| Predecesor: Nairobi 87 | V Juegos Panafricanos 1991 | Sucesor: Harare 95 |

- Datos: Q1186074